# Miantochora ochreomaculata
Miantochora ochreomaculata är en fjärilsart som beskrevs av W. Warren 1909. Miantochora ochreomaculata ingår i släktet Miantochora och familjen mätare. Inga underarter finns listade i Catalogue of Life.